# William Legge (remero)
William Legge es un deportista australiano que compite en remo. Ganó una medalla de plata en el Campeonato Mundial de Remo en Sala de 2021, en la prueba de ligero 500 m.

## Palmarés internacional
| Campeonato Mundial | Campeonato Mundial | Campeonato Mundial | Campeonato Mundial |
| Año                | Lugar              | Medalla            | Prueba             |
| ------------------ | ------------------ | ------------------ | ------------------ |
| 2021               | Sede virtual       | Medalla de plata   | Ligero 500 m       |